# بريبوف (كيبك)
بريبوف (بالإنجليزية: Brébeuf, Quebec)‏ هي بلدية محلية في كيبيك تقع في كندا في Les Laurentides Regional County Municipality.[بحاجة لمصدر] يقدر عدد سكانها بـ 1,012 نسمة ومساحتها 37.60 كم2 .